# Movimento dos direitos civis
O Movimento dos Direitos Civis é historicamente um período de tempo compreendido entre 1952 e 1983, ocorrido de maneiras diversas e marcado por pacificações populares e convulsões na sociedade civil em países de todos os continentes, mas principalmente nos países norte-americanos.
O processo de conseguir a completa igualdade perante a Lei para todas as camadas da população, independente de cor, raça ou religião, foi longo e extenuante em diversos países e a maioria destes movimentos não conseguiu atingir seu objetivo. Em seus últimos dias, alguns deles acabaram se voltando para uma conotação política de esquerda.

## Nos Estados Unidos
O mais conhecido e famoso deles através da história foi o Movimento dos direitos civis dos negros nos Estados Unidos, compreendido entre 1955 e 1968, que consistia em conseguir reformas nos Estados Unidos visando abolir a discriminação e a segregação racial no país. Com o aparecimento de movimentos negros como o Black Power e os Panteras Negras no meio dos anos 60, o clamor da sociedade negra por igualdade racial acabou aumentando seu pleito para a dignidade racial.

### O início
O marco inicial deste movimento se deu no sul eminentemente racista do país, na cidade de Montgomery, estado do Alabama, em 1 de dezembro de 1955, quando a costureira negra Rosa Parks ( conhecida como “A Mãe dos Direitos Civis”) se recusou a ceder seu lugar para um homem branco, prática obrigatória de acordo com as leis segregacionistas daquele estado.

### Marcos históricos
Outros momentos importantes na luta pela igualdade civil nos Estados Unidos foram:
- 1957 - A Dessegregação em Little Rock
- Nove estudantes negros conseguiram nas cortes federais o direito de estudar no Ginásio Central de Little Rock, pequena cidade do Arkansas, onde as escolas eram até então segregadas. No primeiro dia de aula, além dos insultos e ameaças feitas pelos estudantes e pela população branca na chegada à escola, eles foram forçados a retornarem a suas casas, por ordem da Guarda Nacional do estado, convocada pelo governador para impedir a sua entrada, em oposição à decisão da justiça federal. O então presidente Dwight Eisenhower dissolveu a Guarda Nacional do Arkansas e enviou tropas de pára-quedistas do exército para garantir e proteger a entrada e o estudo dos nove alunos negros em Little Rock, cumprindo a decisão das cortes federais. O racismo no sul americano estava de tal maneira arraigado, que quando o ano letivo terminou, os integrantes do sistema público de ensino de Little Rock preferiram fechar a escola – no que foram seguidos por outras escolas do estado e do sul do país – a permitir a integração racial nelas.
- 1961 – O protesto de Greensboro
- Estudantes negros e brancos da cidade de Greensboro, Carolina do Norte, começaram a sentar em grupos no chão de lanchonetes, restaurantes, lojas, museus, praças, teatros e demais estabelecimentos da cidade em protesto contra a segregação aos negros nestes locais. Centenas eram presos e soltos, muitas vezes arrancados de seus lugares com violência pela polícia. O exemplo começou a ser seguido em diversos estados durante todo o começo dos anos 60.
- 1962 – O Caso James Meredith
- Em 20 de setembro de 1962, no início do ano letivo americano, o estudante James Meredith, após ter ganho de causa nas cortes federais pelo direito de ingresso na Universidade do Mississippi, o mais racialmente conservador de todo o país, teve sua tentativa de entrar no campus impedida por duas vezes, por interferência pessoal do próprio governador do estado, que declarou que “nenhuma escola do Mississipi seria integrada enquanto ele governasse o estado”. Após a apelação de Meredith à corte federal, que instituiu uma multa diária de US$ 10 mil por cada dia que ele fosse impedido de entrar na faculdade, Meredith conseguiu ingresso escoltado por agentes federais no dia 30 de setembro.
- Civis e estudantes brancos começaram uma grande conflagração na universidade e suas vizinhanças que acabou com a morte de duas pessoas e ferimentos à bala em 28 agentes federais e mais de 160 feridos entre a população. No dia seguinte, o Presidente John Kennedy enviou forças do exército para garantir a entrada e a permanência de Meredith na universidade e dominar os tumultos na cidade.
- 1963 – A Marcha sobre Washington

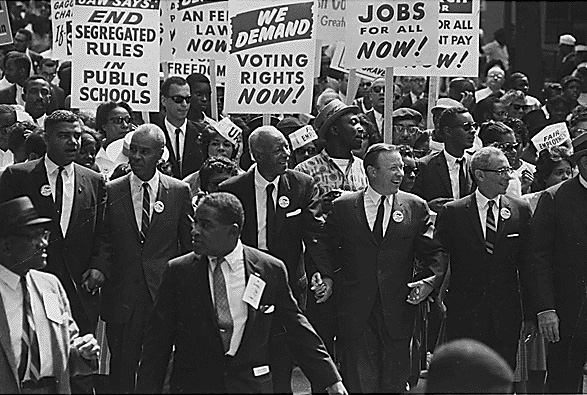
Ativistas negros e brancos marcham em Washington pelos direitos civis aos negros.

- Em agosto de 1963, um quarto de milhão de manifestantes, negros e brancos, vindos de toda parte da nação, se reuniram na capital do país para um dia de discursos, protestos e cantos a favor da igualdade dos direitos civis para todos os cidadãos, organizado entre outros por Martin Luther King, Bayard Rustin e Phillip Randolph, na maior aglomeração pacífica realizada nos Estados Unidos com propósitos de integração racial, direito de moradia digna, pleno emprego, direito ao voto e educação integrada. A música, em especial, foi crucial para inspirar, mobilizar e dar voz ao movimento de direitos civis: cantores profissionais como Mahalia Jackson e Harry Belafonte apoiaram desde cedo o movimento e a música "We Shall Overcome" se tornou seu hino não-oficial.[1]
- 1964 – O Verão da Liberdade

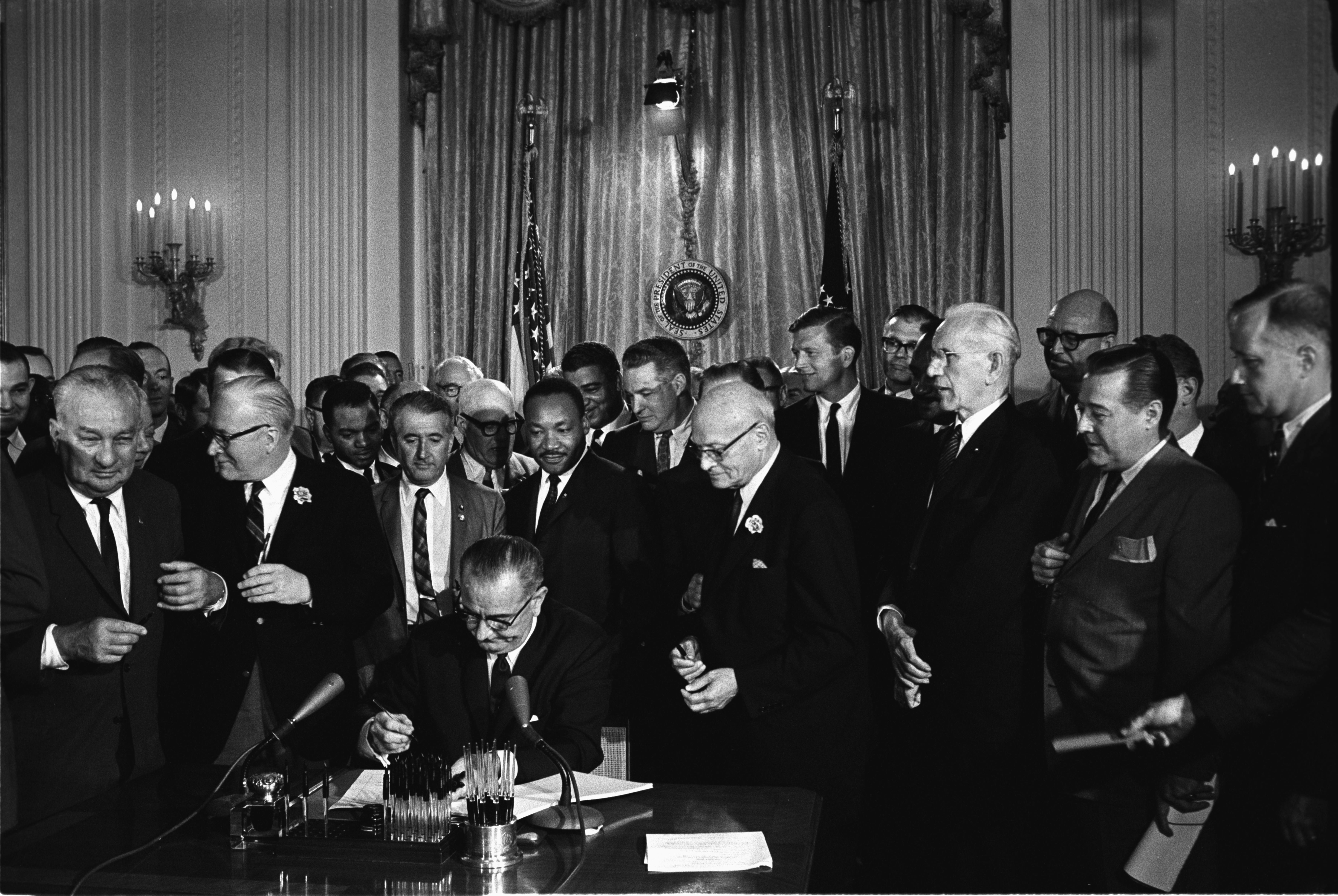
Lyndon Johnson assina a Lei dos Direitos Civis em 2 de julho de 1964.

- Durante os meses de verão de 1964, férias escolares nos Estados Unidos, um grupo de mais de cem estudantes voluntários pelos direitos civis do norte do país, brancos e negros, dirigiram-se ao sul para iniciar uma campanha pelo direito de voto negro e para a formação de um partido pela liberdade do Mississippi. Lyndon Johnson assina a Lei dos Direitos Civis em 2 de julho de 1964. Três deles acabaram assassinados pela Ku Klux Klan em conluio com autoridades policiais da cidade de Filadélfia, Mississipi e seus corpos, perfurados a tiros, encontrados após mais de um mês de diligências do FBI, enviado ao local pelo Presidente Lyndon Johnson para assumir as investigações. Acompanhado diariamente pela imprensa em rede nacional de televisão e pelos mais influentes jornais do país, a indignação que o caso provocou na opinião pública americana ajudou o Presidente Johnson a aprovar junto ao Congresso a Lei dos Direitos Civis, em 2 de julho de 1964. (este caso foi contado no filme de sucesso mundial “Mississippi em Chamas”, de Alan Parker)
- 1964 – Prêmio Nobel
- No fim do ano, o antissegregacionista Martin Luther King recebeu o Prêmio Nobel da Paz por seus esforços pacíficos pelo fim da segregação racial e pelos direitos civis dos negros nos Estados Unidos.
- 1965 – Selma (Alabama) e o Direito de Voto
- Martin Luther King liderou passeatas e manifestações na cidade de Selma, no Alabama, em prol do direito de cidadãos negros se registrarem como votantes, em oposição ao chefe de polícia da cidade, Jim Clark. Ele e centenas de manifestantes foram presos, mas as manifestações continuaram e acabaram em violência por toda a cidade, com a morte de uma manifestante pela polícia. Nos dias que se seguiram, choques entre civis brancos locais, policiais a cavalo e manifestantes negros resultaram em tumultos generalizados com mortos e feridos, transmitidos pela televisão para todo o país. As cenas causaram a mesma indignação dos fatos ocorridos no Mississipi no ano anterior e permitiram ao Presidente Johnson conseguir aprovar junto ao Congresso a Lei do Direito de Voto em 6 de agosto de 1965. Esta decisão provocou a famosa lamentação de Lyndon Johnson de que “com essa assinatura acabo de perder os votos do sul na próxima eleição”. (nota: Lyndon Johnson desistiu da reeleição em 1968, devido aos protestos generalizados no país por causa da Guerra do Vietnam),
- O direito ao voto negro mudou para sempre a face política do sul dos EUA, fazendo com que, em 1966, o número de negros eleitos para cargos públicos no Mississipi, o mais racista dos estados sulistas, fosse maior do que em qualquer outro estado do país. Em 1965, pouco mais de 100 negros foram eleitos para mandatos públicos nos EUA. Hoje, os agora chamados afro-americanos são mais de 8 000 000, a maioria em estados do sul.
- 1966-1975 – O Black Power e os Panteras Negras
- Em contraponto com a política de integração através da não-violência de Martin Luther King, surgiu em 1966 um grupo de homens liderados por Stokely Carmichael, pregando a necessidade dos negros de se defenderem dos ataques sofridos pela Ku Klux Klan no sul do país. A partir de seus discursos, os negros sulistas, em número muito maior do que o da organização racista, passaram a enfrentar de armas nas mãos os ataques dos brancos racistas da região, fazendo com que a Klan desistisse de aterrorizar os habitantes negros da região. A este movimento começou a se dar o nome de Black Power (Poder Negro).

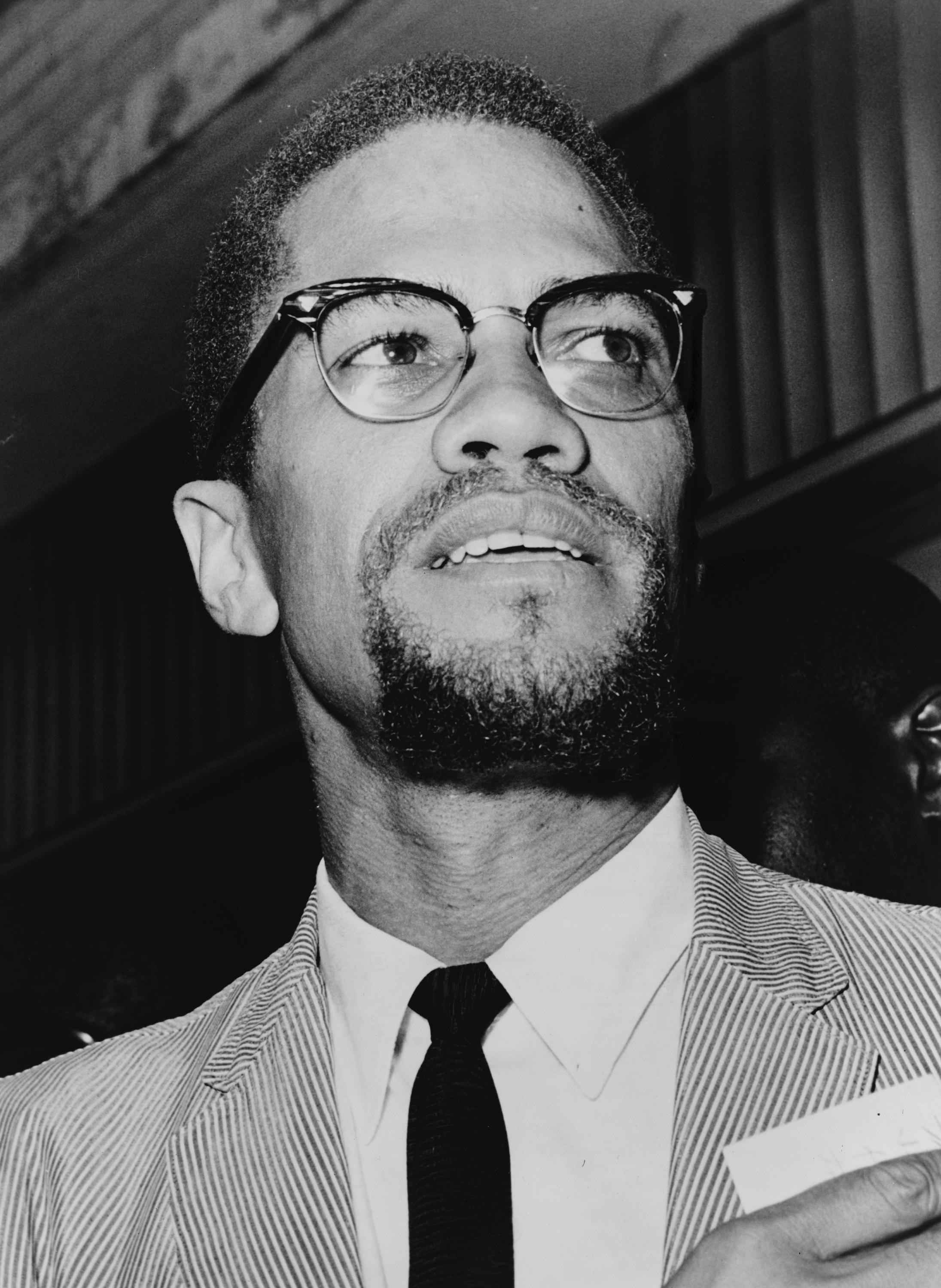
Malcolm X, um dos principais defensores dos direitos dos afro-americanos

- O movimento pelos direitos civis começava a enfrentar a violência através da violência. Os jovens integrantes do Black Power passaram a mostrar seu orgulho de pertencer à raça negra ganhando maior identidade cultural, exteriorizando seus sentimentos, usando indumentárias coloridas e cabelos no que chamavam de estilo afro, inspirados nas tribos da África.
- O sentimento de combater o racismo, a injustiça e a violência branca com a mesma moeda, cada vez mais crescente, acabou desembocando na organização conhecida como “Panteras Negras”, um pequeno partido político criado em Oakland, Califórnia, disposto a conseguir a igualdade racial e política “por quaisquer meios”, seguidores ideológicos do falecido ativista Malcolm X. Sua indumentária padrão, de casacos negros de couro, boinas negras, camisas azuis e cabelos afro passou a fazer parte da paisagem política e policial americana junto com sua saudação de punho levantado, até o meio dos anos 70, sempre ligada a métodos agressivos de protestos e retaliação. Todos os seus mais conhecidos líderes, como Huey Newton, Bobby Seale e Angela Davis acabaram presos e relegados à obscuridade, devido às ações repressivas do governo do republicano Richard Nixon.

## Na Irlanda do Norte
A Associação dos Direitos Civis da Irlanda do Norte - The Northern Ireland Civil Rights Association (NICRA) - atuou pelos direitos civis da minoria católica no fim da década de 1960 e começo dos anos 70.  Desde a concepção do Estado, os católicos sofreram uma forte discriminação sob o governo unionista protestante, e a NICRA balizou suas atividades e campanhas pelo movimento dos direitos civis nos Estados Unidos.
Suas cinco principais exigências eram:
- Um homem, um voto.
- Fim para a discriminação em moradias.
- Fim para a discriminação em governos locais.
- Fim para a influência ilegal dos protestantes nas eleições, feitas nos limites dos distritos, que limitavam os efeitos do voto católico.
- O desmantelamento dos B-Specials, uma sectária polícia protestante da reserva.